# Farroupilha
Farroupilha is een gemeente in de Braziliaanse deelstaat Rio Grande do Sul. De gemeente telt 69.885 inwoners (schatting 2022).

## Aangrenzende gemeenten
De gemeente grenst aan Alto Feliz, Bento Gonçalves, Carlos Barbosa, Caxias, Flores da Cunha, Garibaldi, Nova Roma, Pinto Bandeira en Vale Real.

## Verkeer en vervoer
De plaats ligt aan de wegen BR-453 en RS-122.

## Geboren
- José Ivo Sartori (1948), gouverneur van Rio Grande do Sul